# Frankenstein Must Be Destroyed
Frankenstein Must Be Destroyed este un film de groază din 1969, al cincilea din seria Hammer. Filmul este regizat de Terence Fisher, cu Peter Cushing ca Baronul Frankenstein, Freddie Jones ca profesorul Richter, Veronica Carlson ca Anna Spengler și Simon Ward ca Dr. Karl Holst.

## Distribuție
- Peter Cushing - Baron Frankenstein
- Veronica Carlson - Anna Spengler
- George Pravda - Dr. Frederick Brandt
- Freddie Jones - Profesor Richter
- Simon Ward - Dr. Karl Holst
- Thorley Walters - Inspector Frisch
- Windsor Davies - Police Sergeant
- Allan Surtees - Police Sergeant
- Maxine Audley - Ella Brandt
- Geoffrey Bayldon - Police Doctor
- Colette O'Neil - Madwoman
- Frank Middlemass - Guest - Plumber
- Norman Shelley - Guest - Smoking pipe
- Michael Gover - Guest - Reading newspaper
- Peter Copley - Principal

## Legături externe
- Frankenstein Must Be Destroyed la Internet Movie Database
- Frankenstein Must Be Destroyed la Allmovie
- Frankenstein Must Be Destroyed la TCM Movie Database

## Vezi și
- Listă de filme de groază din 1969
- Listă de filme britanice din 1969
- Listă de filme cu Frankenstein